# Grandes Parques do Condado de Hamilton

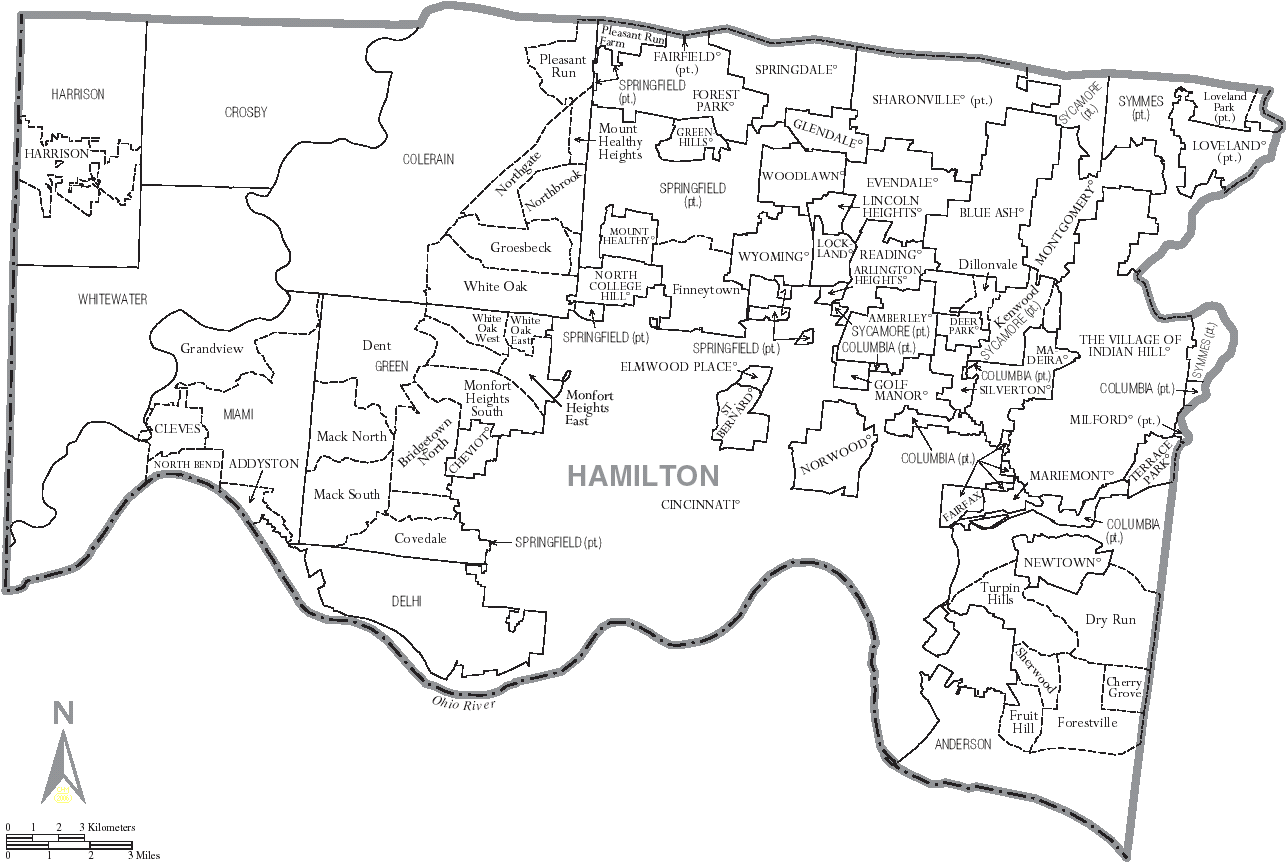
Mapa do Condado de Hamilton, Ohio com etiquetas municipais e municipais

Great Parks of Hamilton County é o distrito de parques do Condado de Hamilton, Ohio, Estados Unidos. Foi criado em 1930 e era conhecido como o Hamilton County Park District até 2014. O sistema do parque inclui 17 parques e 4 áreas de conservação. É governado por um conselho de comissários do parque. A sede do parque está localizada no segundo maior parque do sistema, Winton Woods. O sistema de parques do condado também coordena com o Cincinnati Park Board.
Desde maio de 2019, Todd Palmeter, que trabalha nos parques desde 2003, tornou-se CEO do distrito, sucedendo Jack Sutton, que renunciou ao cargo.

## Comodidades e atividades
Os parques estão abertos 365 dias por ano, do amanhecer ao anoitecer. Casas de barcos, campos de golfe, centros de visitantes e horários de lojas de presentes variam de acordo com a estação. Todos os veículos que entram nos parques devem ter uma Permissão de Veículo a Motor válida (10 dálares anuais para residentes do condado; 14 dólares anuais para não residentes do condado; 3 dólares diários para residentes do condado; 5 dólares diários não residentes do condado). Os Grandes Parques oferecem centros de banquetes reservados, acomodações, abrigos, casamentos e parques de campismo. Os acampamentos são apenas em Miami Whitewater Forest e Winton Woods. Os três maiores parques são Miami Whitewater Forest, Winton Woods e Sharon Woods. O que fazer em um parque típico do condado são trilhas para caminhadas (natureza, pavimentos e academias populares), piqueniques, pesca, passeios de barco a remo, ciclismo, andar a cavalo, brincar em playgrounds, golfe (no Shawnee Lookout, Miami Whitewater Forest, Winton Woods, Sharon Woods, Woodland Mound e Little Miami Golf Center), praticando esportes e visitando seus centros naturais. Alguns parques também possuem parques para cães.

## Lista de parques e áreas de conservação
Parques
- Campbell Lakes Preserve
- Embshoff Woods
- Farbach-Werner Nature Preserve
- Fernbank Park*
- Francis RecreAcres
- Glenwood Gardens
- Lake Isabella

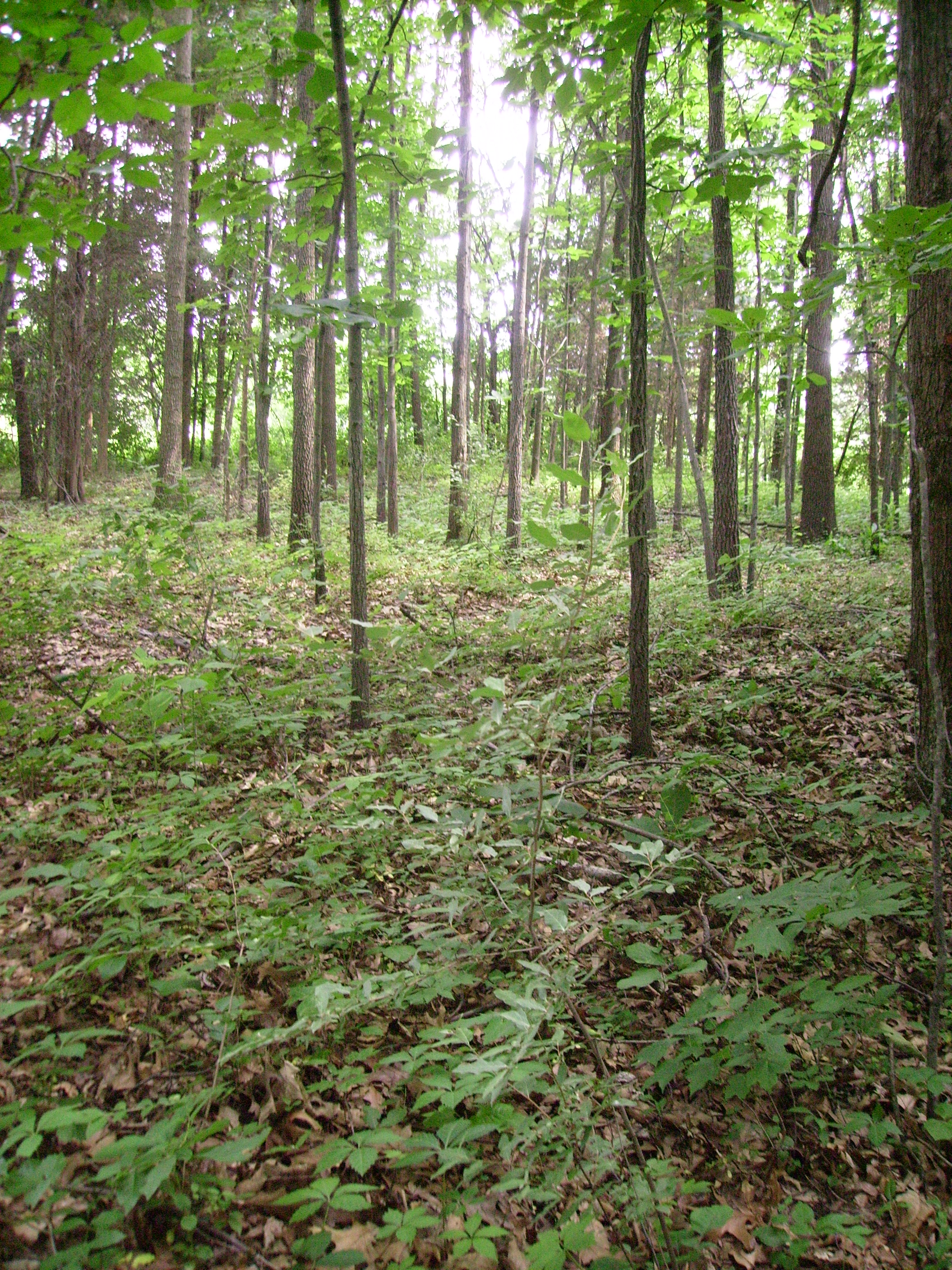
Miami Whitewater Forest

- Little Miami Golf Center (incluindo o extremo sul do Little Miami Scenic Trail)
- Miami Whitewater Forest
- Mitchell Memorial Forest
- Otto Armleder Memorial Park & Recreation Complex*
- Sharon Woods
- Shawnee Lookout
- Triple Creek
- Winton Woods
- Withrow Nature Preserve
- Woodland Mound

Áres de Conservação
- Kroger Hills
- Newberry Wildlife Sanctuary
- Oak Glen Nature Preserve
- Richardson Forest Preserve

O asterisco (*) simboliza parques que são trabalhados na Cidade de Cincinnati e no Condado de Hamilton

## Galeria

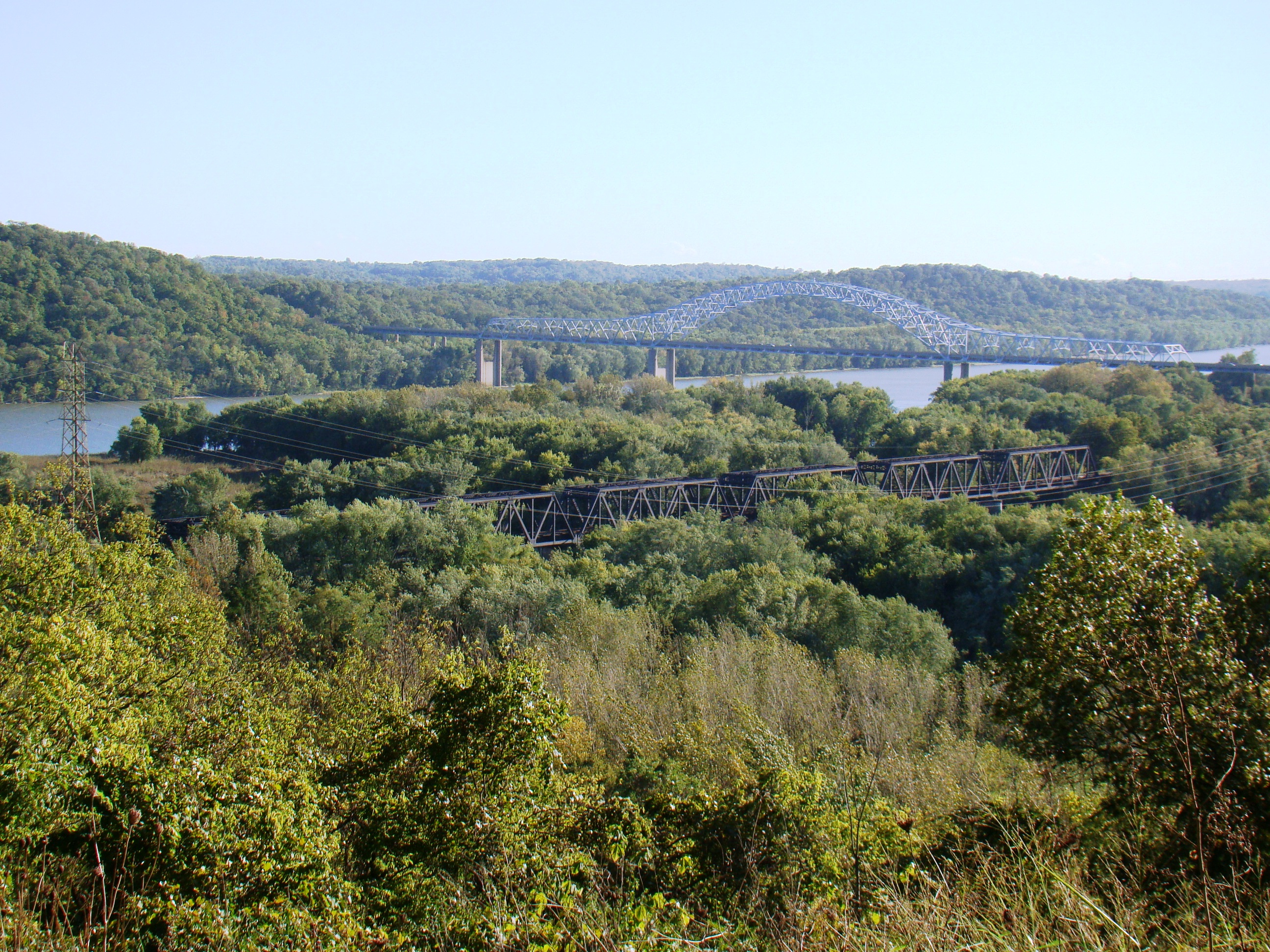
Shawnee Lookout
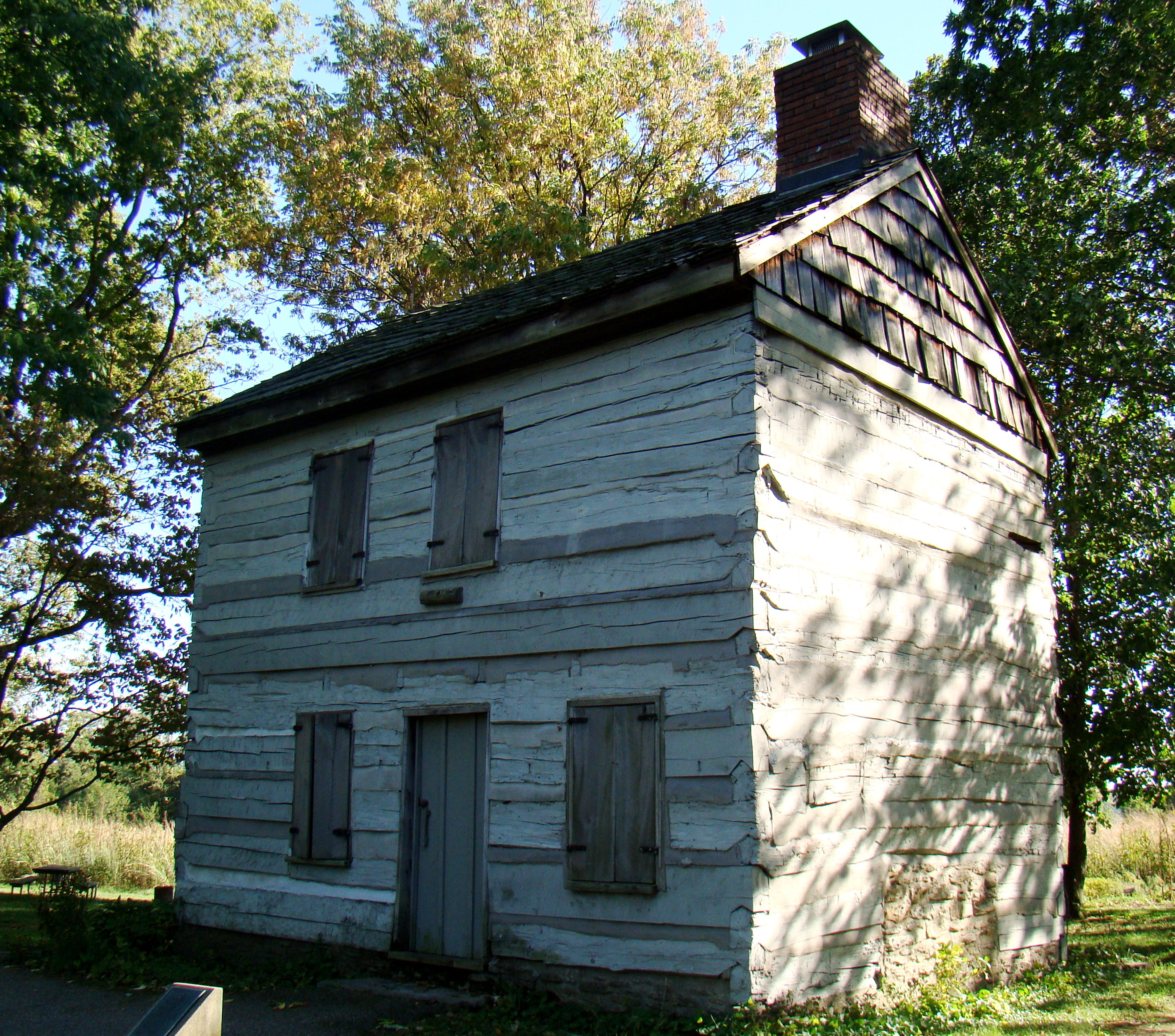
Cabina em Shawnee Lookout
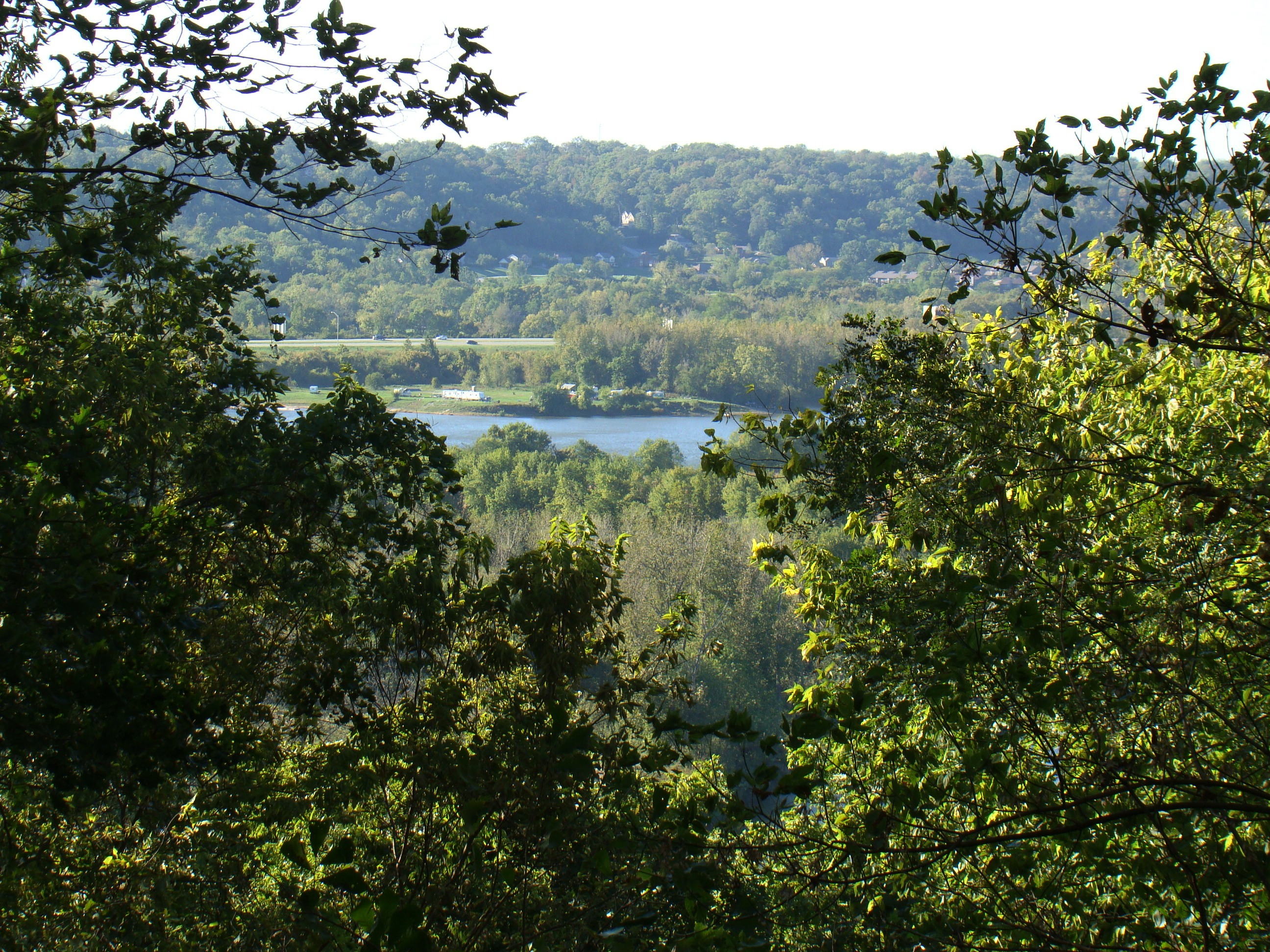
Shawnee Lookout
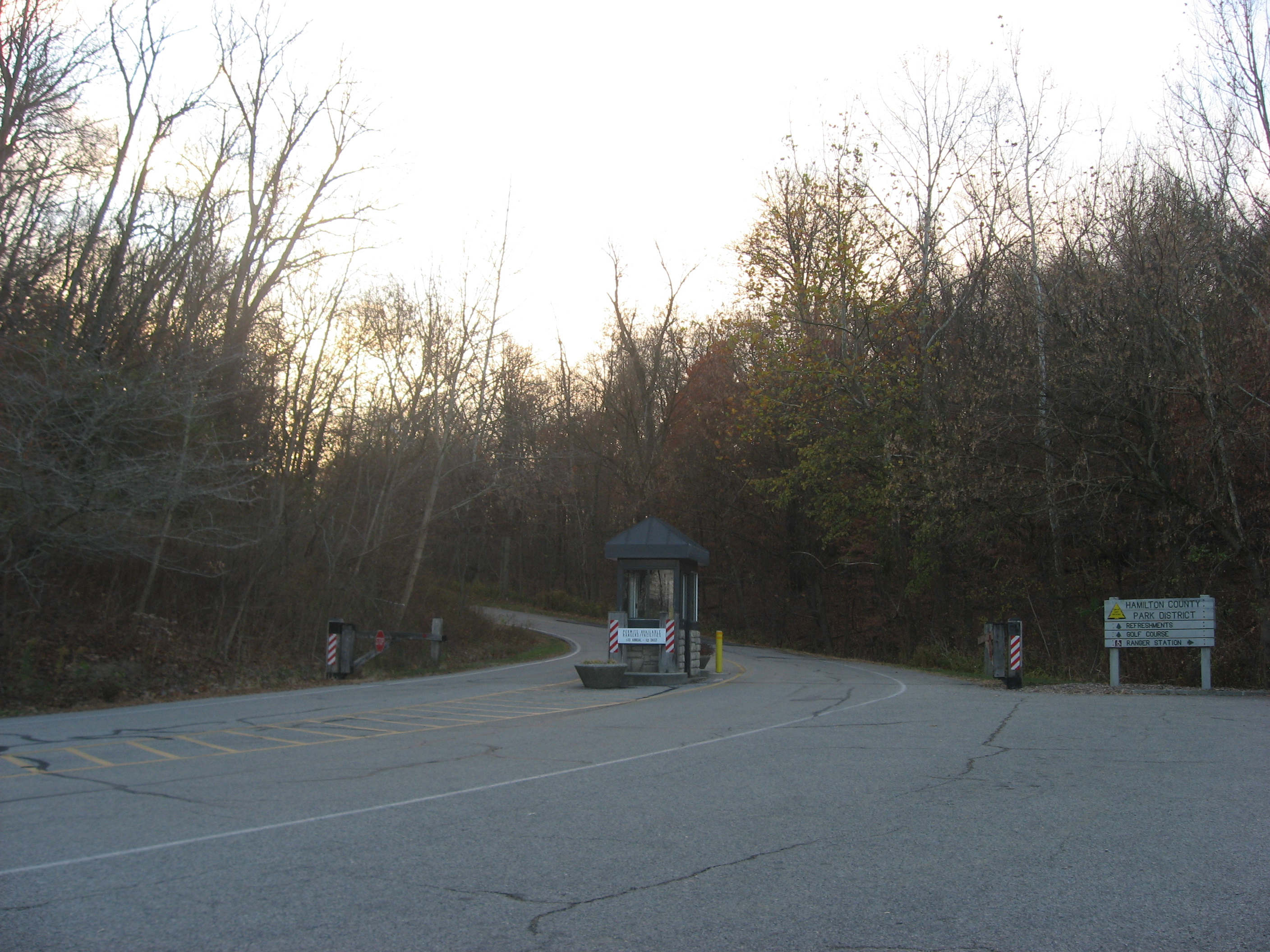
Shawnee Lookout
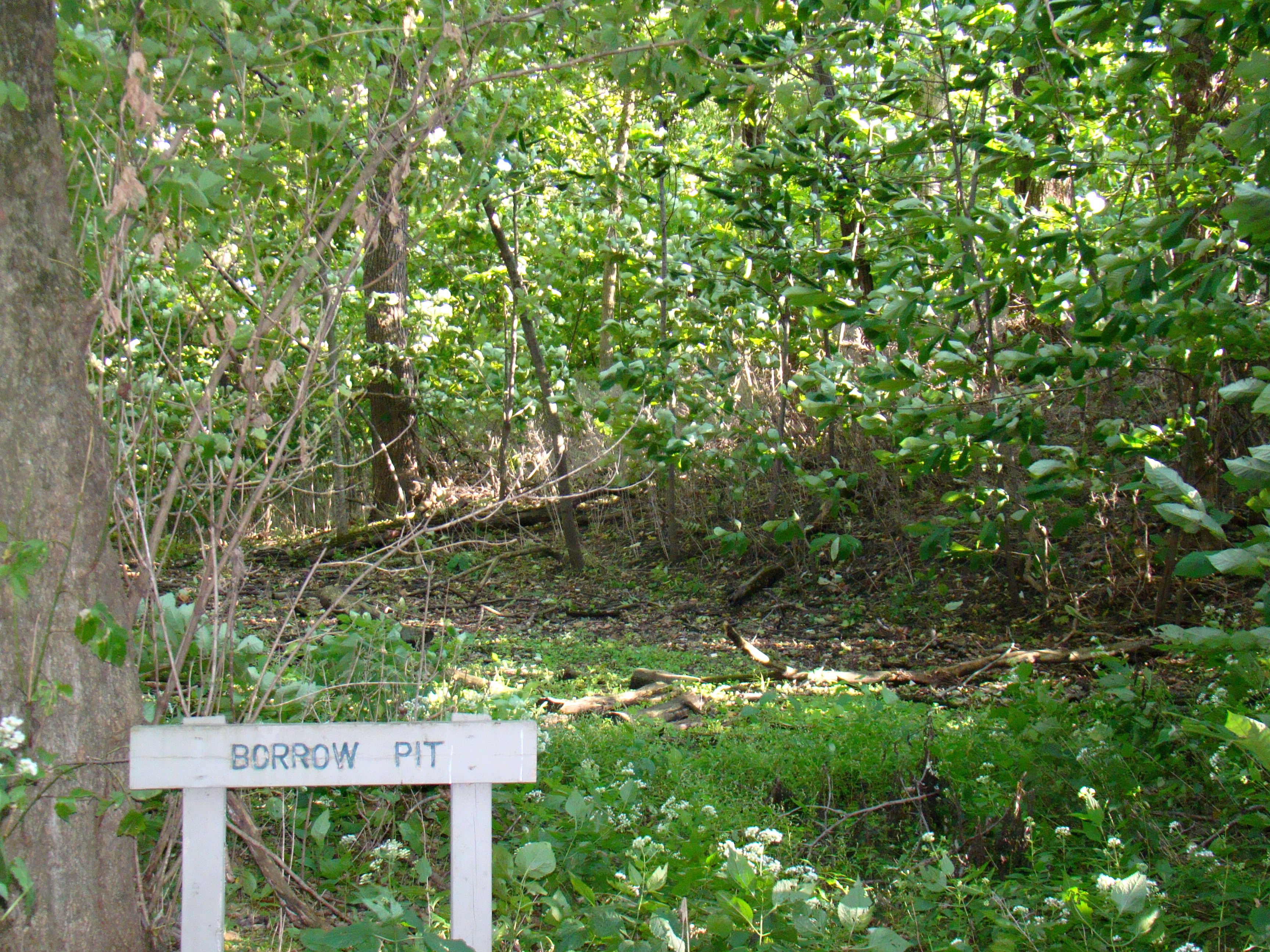
Forte de Shawnee Lookout
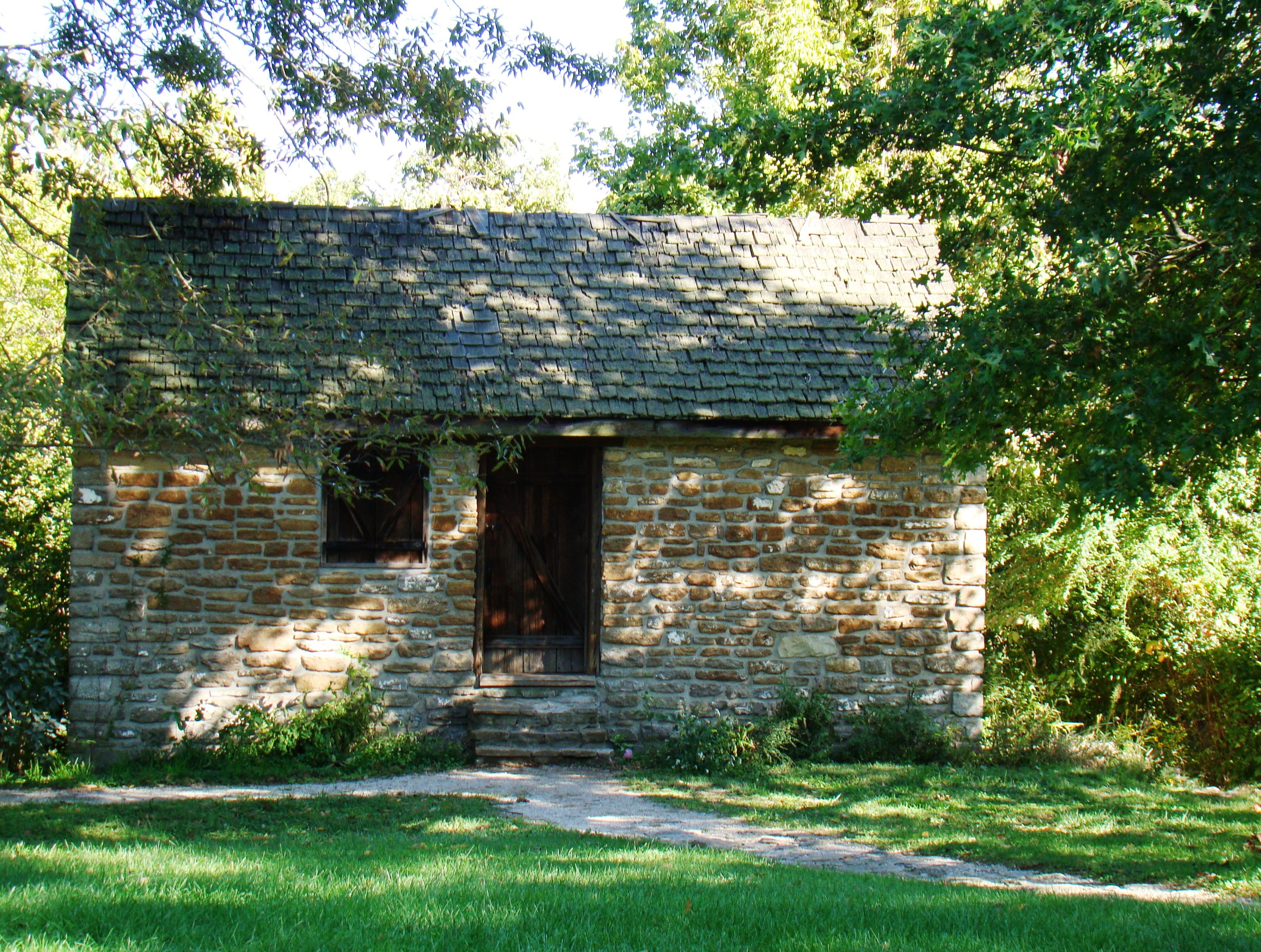
Casa do Leite em Shawnee Lookout
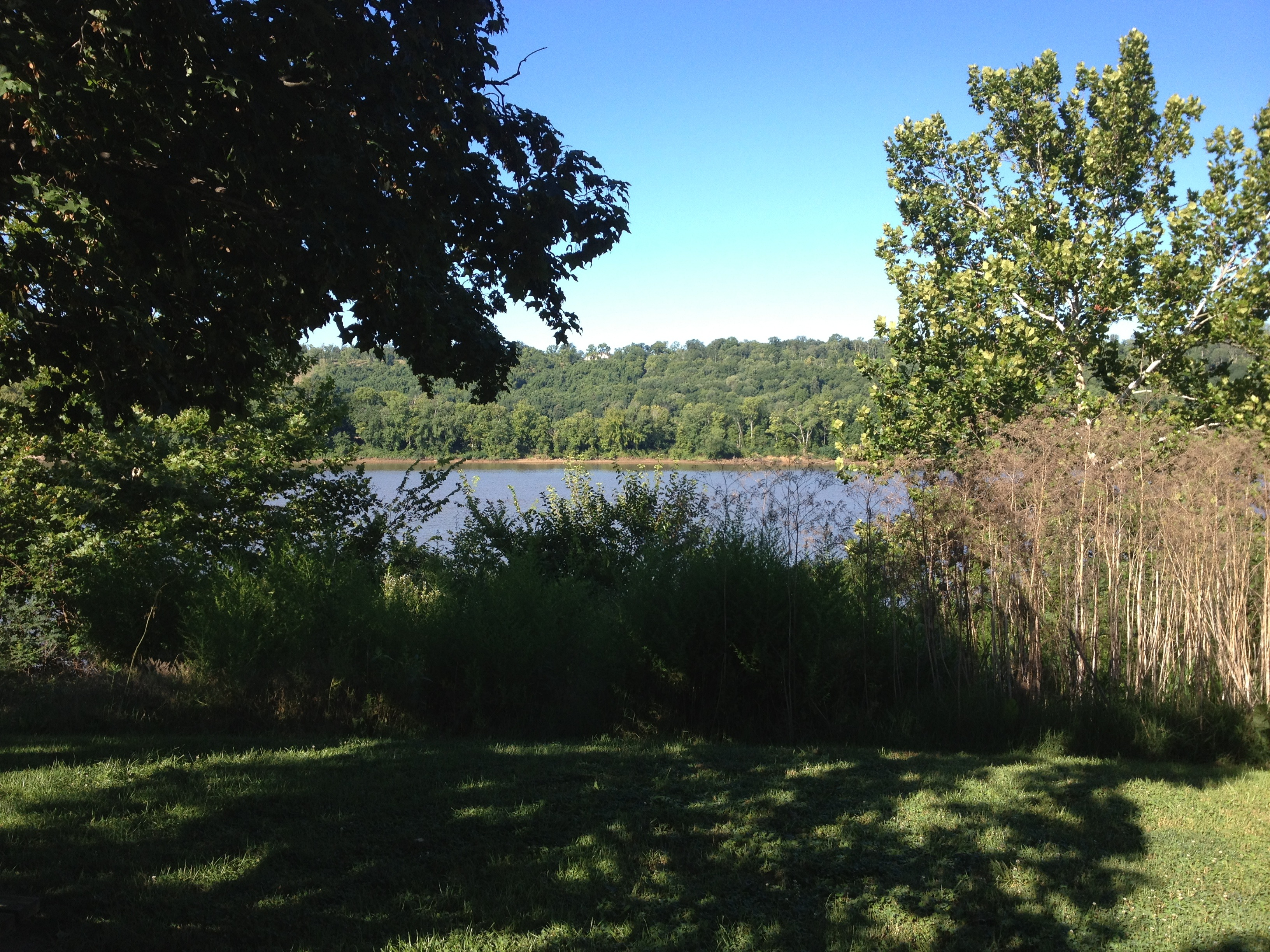
Fernbank Park
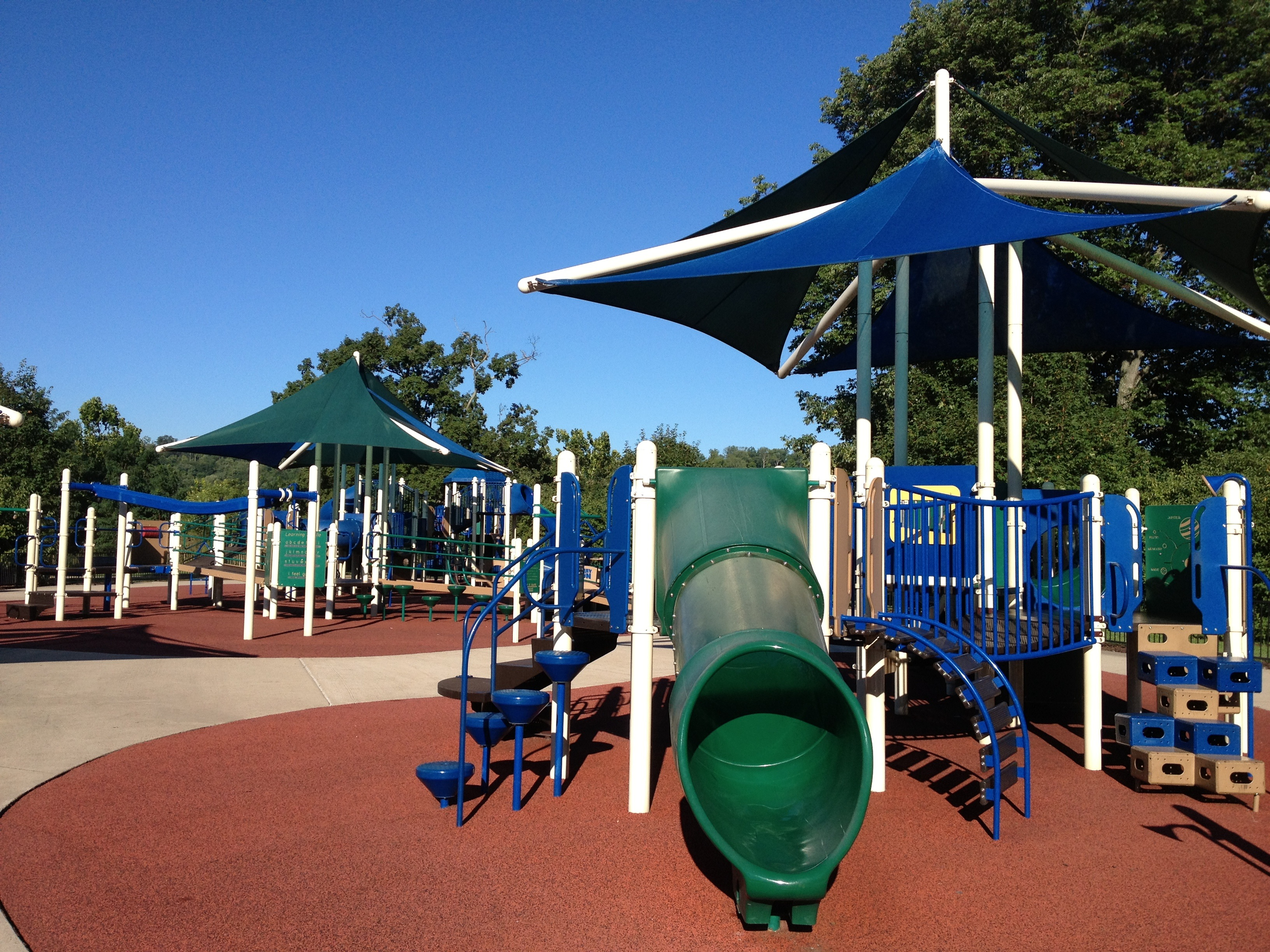
Playground no Fernbank Park
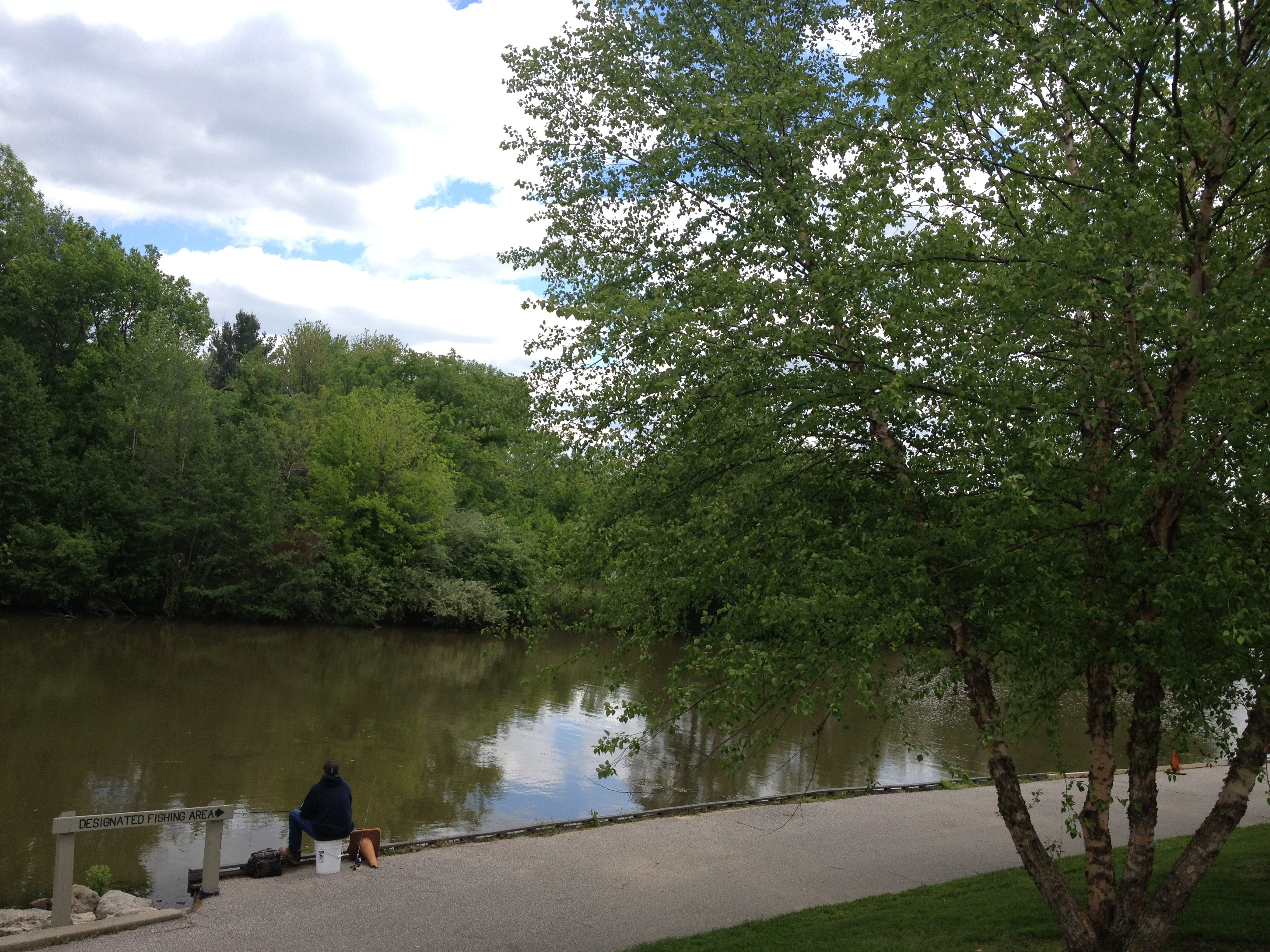
Miami Whitewater
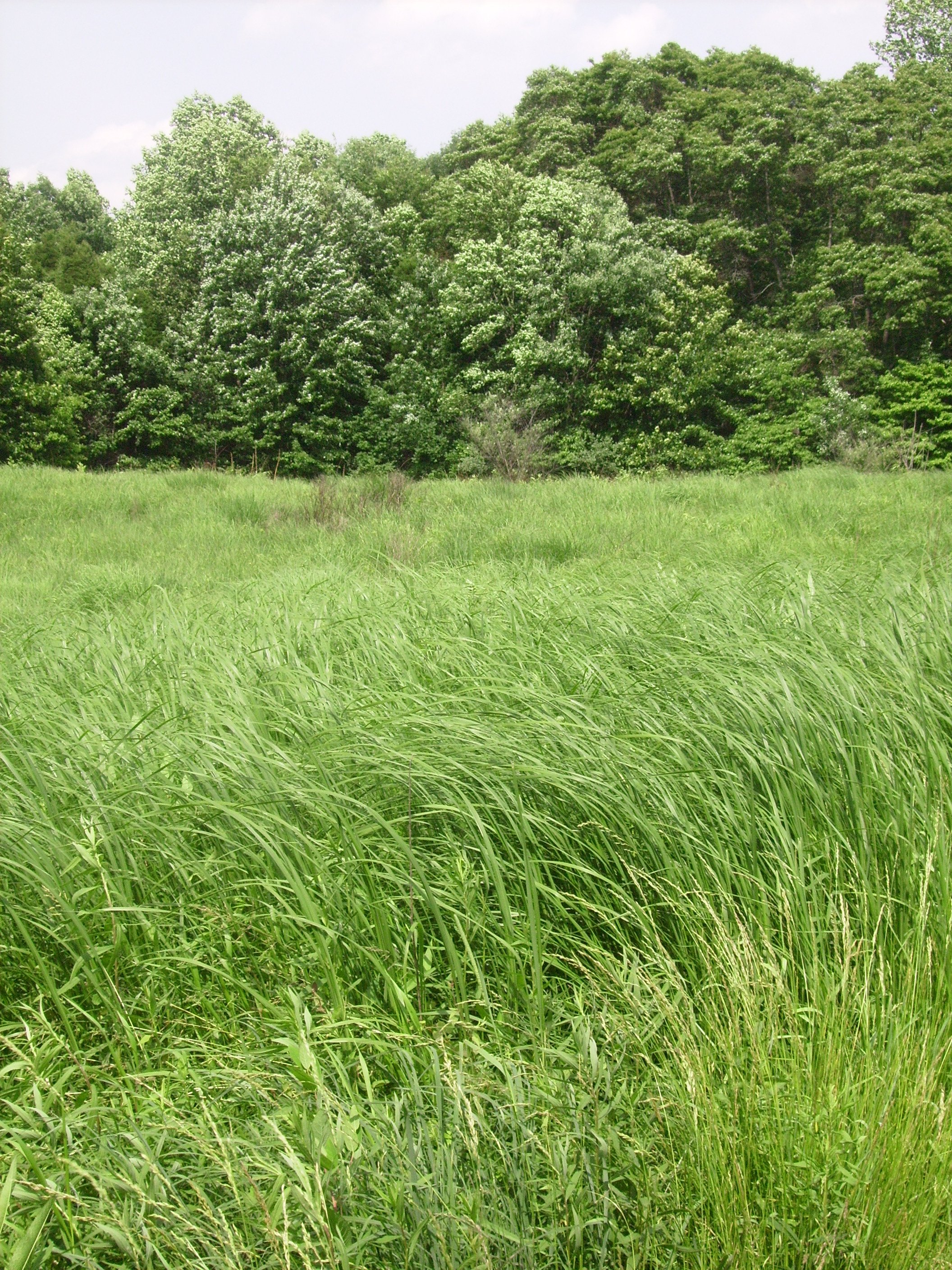
Miami Whitewater
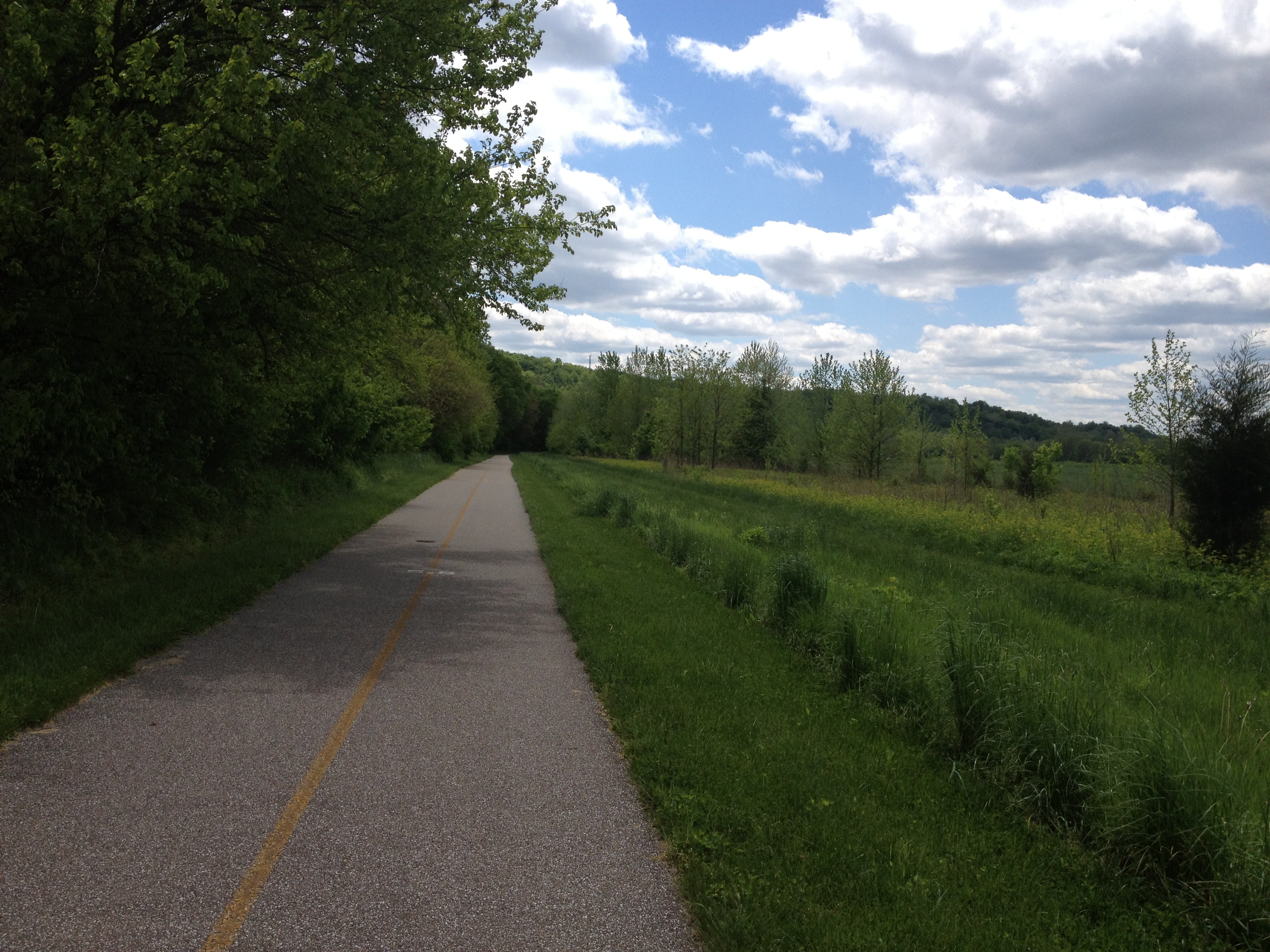
Trilha Shaker em Miami Whitewater Forest.
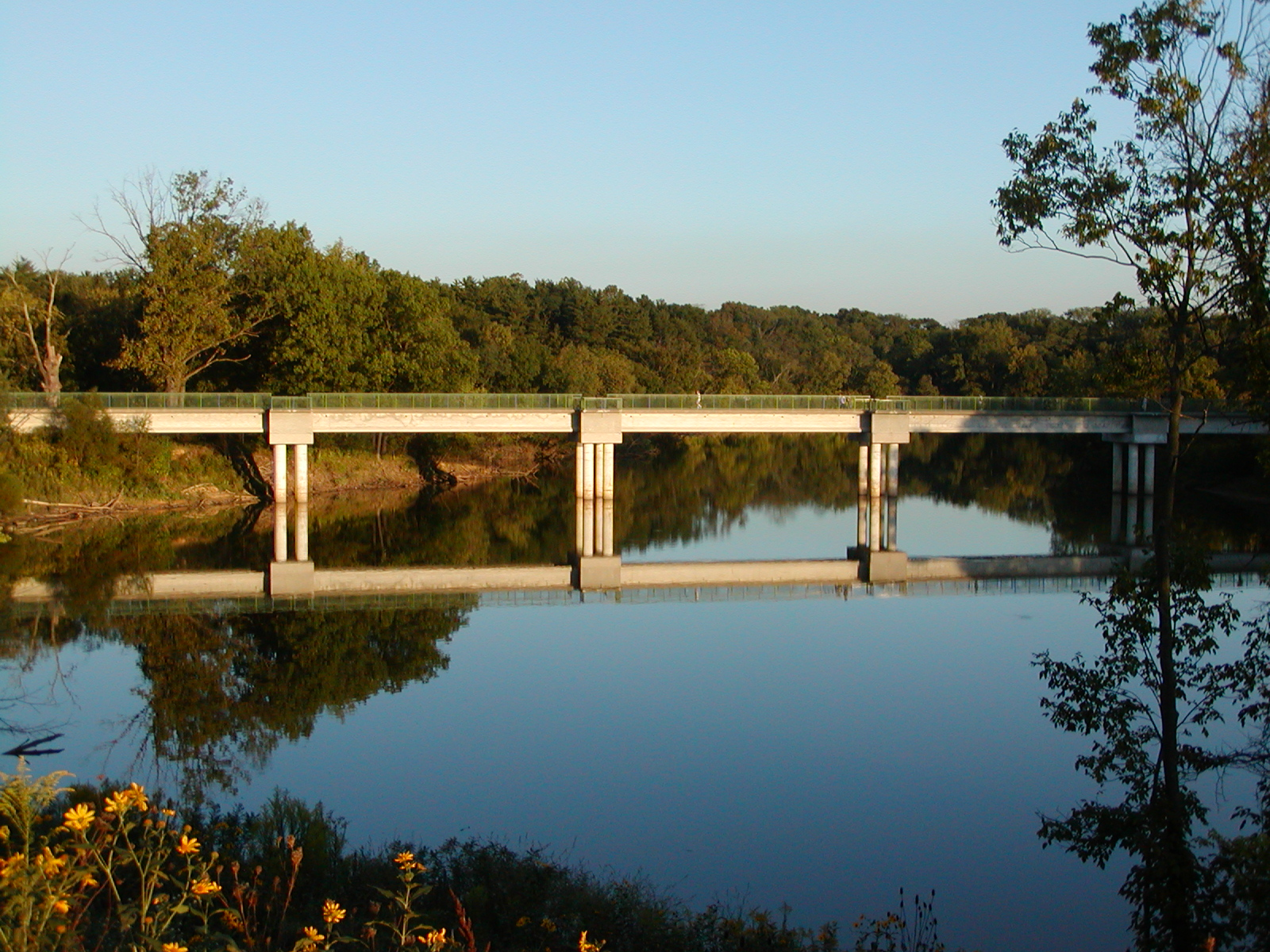
Ponte pedonal em Winton Woods